# 博格達諾韋 (巴文科伏區)
48°48′20″N 36°49′5″E / 48.80556°N 36.81806°E
博赫達諾韋（烏克蘭語：Богданове）是位於烏克蘭東部的村莊，由哈爾科夫州伊久姆區的巴爾溫科韋市鎮負責管轄。該村始建於1923年，面積0.52平方公里，海拔高度190米，2001年人口67，人口密度每平方公里128.9人。